# Tramway de Karlsruhe
Ne doit pas être confondu avec Stadtbahn de Karlsruhe.
Le tramway de Karlsruhe est une partie du réseau de transport public de Karlsruhe, en Allemagne. Il partage ses lignes avec le Tram-Train de Karlsruhe appelé Stadtbahn de Karlsruhe. Le tramway de Karlsruhe comporte 7 lignes dont une ligne de transport scolaire.

## Histoire

### Débuts
Le réseau de Karlsruhe a été créé en 1877 avec l'avènement du tramway hippomobile, mais l'expérience fut un échec.
Le 21 janvier 1877 est inaugurée la première ligne régulière de tramway hippomobile entre Gottesauer Platz et Mühlburger Tor ; dans la même année et au vu de son succès, le réseau est agrandi. Le 16 juillet 1881 voit l'extension jusqu'à Durlach et l'avènement de tramway à vapeur.
Entre 1897 et 1899 a lieu la privatisation des chemins de fer de la vallée de l'Alb, véritable point de départ de l'historique du tram-train de Karlsruhe, exploité avec des locomotives à vapeur aussi bien en fret qu'en transport de voyageurs.
Le 10 février 1900 annonce l'inauguration de la première ligne électrifiée entre Durlach et Durlacher Tor.
En 1955 tombe la décision de mettre en place un système permettant de relier les villages de la vallée de l'Alb directement au centre-ville de Karlsruhe.

### Kombilösung
Afin d'améliorer l'efficacité du réseau, saturé en centre-ville, en 2002, la ville décide de mener des études pour enterrer l'artère principale du tramway. Le budget fixé pour ce projet - nommé Kombilösung, est de 641 millions d'euros pour la création de tunnels sous Kaiserstrasse et Ettlingerstrasse ainsi que la création d'un tunnel routier sous la Kriegstrasse. Le chantier a démarré en 2010 tandis que le chantier du tunnel routier débutera en 2014. L'achèvement du projet est prévu pour 2020 et 2021 pour la section sur la Kriegstrasse, avec un total de sept stations souterraines pour le tramway et le stadtbahn. Une fois la mise en service effectué, les lignes seront remaniées, avec notamment la forte diminution des rames sur la parties circulaire du centre-ville, via la gare centrale (Hauptbahnhof).
En 2021, le réseau lance une étude de 3 ans visant à vérifier la faisabilité de l'utilisation d'un tram cargo sur le réseau.

## Exploitation

### Tracé des lignes
| Ligne | Tracé |
| ----- | --- |
| 1     | Durlach Turmberg – Auer Straße – Tullastraße – Durlacher Tor/KIT – Marktplatz – Europaplatz – Schillerstraße – synagogue – neureut heide                                                    |
| 2     | Wolfartsweier Nord – Auer Straße – Tullastraße – Durlacher Tor/KIT – Rüppurer Tor – Hauptbahnhof – ZKM – Europaplatz – Yorckstraße – Städtisches Klinikum – Siemensallee- kliningen nord    |
| 3     | Rappenwört - Entenfang– Hauptbahnhof – Karlstor – Europaplatz – Mühlburger Tor – ritheim |
| 4     | Waldstadt Europäische Schule – Jägerhaus – Hirtenweg/Technologiepark – Hauptfriedhof – Durlacher Tor/KIT – Stadttheater – Europaplatz –Weinbrennerplatz –europahalle – obereut badeniaplatz |
| 5     | durlach Bahnhof – Hauptfriedhof – Durlacher Tor/KIT – Ostendstraße -Rüppurer Tor - Stadt Theater – Konzerthaus – Mathystraße – Weinbrennerplatz – Kühler Krug – Entenfang – Rheinhafen      |
|       | |
| 8     | Wolfartsweier – Durlach |

Les noms en gras correspondent au nom affiché sur les girouettes de destinations des tramways. Les lignes 4 et 6 possèdent un terminus partiel.
La ligne 8 est une ligne scolaire avec 5 trajets dans la journée.
Il existe 3 autres lignes scolaire non inscrites officiellement sur les plans. Ils desservent l'école européenne (Europäische Schule), terminus Nord de la ligne 4.

### Fréquences
Les lignes 1 à 6 sont exploitées avec un tramway toutes les dix minutes avec des horaires cadencés. Les sections entre Waldstadt et Jägerhaus sur la ligne 4 et entre Daxlanden et Rappenwört sur la ligne 6 sont exploitées avec un tramway sur deux, soit un toutes les vingt minutes.

## Matériel roulant

### Matériel actuel
Comme beaucoup de réseau de tramway en Allemagne, les tramways de Karlsruhe sont unidirectionnel. Il n'y a donc des portes que du côté droit avec une seule loge de conduite. Le réseau est actuellement exploité par 3 types de tramways. La largeur est de 2,65 m pour toutes les rames. Toutes les rames sont couplables, mais pas entre elles. 
| Photo | Nom       | Fabricant              | Mise en service | Nombre | Numéro de rames | Longueur  |
| ----- | --------- | ---------------------- | --------------- | ------ | --------------- | --------- |
| \| \| | GT6-70D/N | Duewag / Siemens       | 1995 – 2005     | 45     | 221 – 265       | 29,686 m  |
|       | GT8-70D/N | Duewag / Siemens       | 1999 – 2003     | 25     | 301 – 325       | 39,179 m  |
|       | NET 2012  | Vossloh / Stadler Rail | 2014 – 2019     | 75     | 326 – 400       | 37, 200 m |
|       |           |                        |                 |        |                 |           |

### Ancien matériel
| Image | Modèle | Constructeur | Livraison   | Nombre | Numéros de parc                        |
| ----- | ------ | ------------ | ----------- | ------ | -------------------------------------- |
|       | GT8    | Duewag       | 1959 à 1978 | 11     | 202, 204 à 207, 209 à 211 et 213 à 215 |

Ce matériel roulant a été retiré du service en 2015.